# AvaTrade
AvaTrade (do leta 2011 AvaFX) je irsko borzno posredniško podjetje. Podjetje ponuja trgovanje na številnih trgih, vključno z valutami, blagom, borznimi indeksi, delnicami, sredstvi, s katerimi se trguje na borzi, opcijami, kriptovalutami in obveznicami prek svojih trgovalnih platform in mobilne aplikacije. Podjetje ima sedež v Dublinu z družbo za upravljanje na Britanskih Deviških otokih. AvaTrade ima pisarne tudi v Tokiu, Milanu, Parizu, Sydneyju, Šanghaju in Ulan Batorju.

## Zgodovina
AvaTrade so leta 2006 kot Ava FX ustanovili Emanuel Kronitz, Negev Nozatzky in Clal Finance Ltd.
Marca 2011 je družba pridobila stranke posrednika eForex, ki niso v ZDA. Junija 2011 je družba od Finotec Trading UK Limited pridobila stranke in blago strank zunaj Evropske unije.
Leta 2013 se je AvaFX spremenila v AvaTrade.

## Operacije
AvaTrade ponuja spot trgovanje predvsem prek MetaTrader 4 (MT4) in lastniške programske opreme - AvaTrader.
Avgusta 2013 je AvaTrade uvedel trgovanje z bitcoin CFD na platformah AvaTrader in MT4.

### Uredba
AvaTrade v EU ureja Irska centralna banka, v Avstraliji avstralska komisija za vrednostne papirje in naložbe, na Japonskem agencija za finančne storitve, Japonsko združenje za finančne terminske pogodbe in Japonsko združenje terminskih pogodb za blago, na Britanskih Deviških otokih pa komisija za finančne storitve BVI. Družba ponuja svoje storitve trgovcem iz različnih držav, razen iz ZDA, Nove Zelandije in Belgije.

## Kritika
Aprila 2018 je potrošniška in finančna uprava v Saskatchewanu družbo opozorila zaradi uporabe neregistrirane spletne platforme.